# Saint-Barthélemy, Morbihan
Saint-Barthélemy är en kommun i departementet Morbihan i regionen Bretagne i nordvästra Frankrike. Kommunen ligger i kantonen Baud som tillhör arrondissementet Pontivy. År 2022 hade Saint-Barthélemy 1 182 invånare.

## Befolkningsutveckling
Antalet invånare i kommunen Saint-Barthélemy
| Referens: INSEE |